# Duncan Farquharson Gregory
Pour les articles homonymes, voir Gregory.
Compléments
A influencé George Boole
Duncan Farquharson Gregory est un mathématicien écossais du XIXe siècle.

## Éducation
Duncan F. Gregory, nait à Aberdeen en 1813, du médecin James Gregory (1753-1821) et d'Isabella Macleod (1772-1847). Sa mère commence son éducation puis, en octobre 1825, il est envoyé à l'Académie d'Édimbourg et au bout de deux ans, passe un hiver dans une école privée de Genève. Lors de ce séjour, il est remarqué pour ses aptitudes en mathématiques, en particulier en géométrie. Rentré en Écosse, il suit des cours à l'université d'Édimbourg où il fait des travaux en chimie, des expériences en lumière polarisée et des avancées en mathématiques, guidé par son mentor Wallace. En octobre 1833, il commence un séjour au Trinity College de Cambridge. Là, il est cinquième wrangler au Tripos de 1837 et obtient son B.A. en 1838 et son M.A. en 1841. Il est élu Fellow du Trinity College en octobre 1840.

## Mathématiques
Gregory fut d'abord reconnu pour son essai The Foundations of Algebra, présenté à la Royal Society of Edinburgh en 1838. En même temps qu'il obtenait ses diplômes, il fit office de modérateur en 1842, d'examinateur en mai 1843 et fut aussi employé comme assistant. En novembre 1837, sur une suggestion de son ami Archibald Smith, il fonda le Cambridge Mathematical Journal (en) et en fut le premier éditeur, secondé par Robert Leslie Ellis (en) qui ensuite lui succéda,. Beaucoup de ses articles dans ce journal furent réunis et édités par son ami et collègue William Walton. En 1841, Gregory publia ses Examples of the Processes of the Differential and Integral Calculus, développant le travail antérieur de John Herschel, George Peacock et Charles Babbage : ils contenaient les mathématiques utilisées pour décrire les discontinuités observées dans le transfert thermique exploré par Joseph Fourier, et la théorie ondulatoire de la lumière, sujet qui lui était familier. Il fut élu membre de la Philological Society le 12 mai 1843.

## Autres disciplines
Jouant un rôle de tuteur, Duncan Gregory fut aussi examinateur de son collège et il lui arriva de donner des cours de chimie. Deux de ses articles, écrits avec Archibald Smith, explorent la physique du pendule (comme celui des horloges),.

## Maladie
Les circonstances ne lui permirent pas d'accepter la chaire de mathématiques que l'université de Toronto lui proposait en 1841. Il fut foudroyé par la maladie[Laquelle ?] l'année suivante. Frappé d'incapacité, il quitta Cambridge au printemps 1843 et mourut à Édimbourg en février de l'année suivante, à l'âge de 30 ans.

## Famille
Duncan Farquharson Gregory ne fut pas marié. Il était le plus jeune d'une fratrie de onze enfants. Son frère aîné William (en) fut chimiste et médecin comme leur père. Leur trisaïeul James Gregory est le mathématicien qui conçut un télescope portant son nom. Le neveu de James, David Gregory, est aussi un mathématicien.

## Publications
- Présentations à la Cambridge Philosophical Society[13] :
  - On the real nature of symbolical algebra - 14 mai 1838
  - On the logarithms of negative quantities - 26 novembre 1838
  - On photogenic drawings - 22 avril 1839
  - On chemical classification - 6 mai 1839
- The Mathematical Writings of D. F. Gregory, M.A.[7]